# CME Group
CME Group est une entreprise financière américaine issue du Chicago Mercantile Exchange. Elle est la principale entreprise au monde de bourse d'échange de marché à terme. Le CME Group possède et gère quatre des plus grands marchés financiers du monde: le Chicago Mercantile Exchange (CME), le CBOT, le New York Mercantile Exchange (NYMEX) et le Commodity Exchange (COMEX).

## Histoire
Le CME Group est issu de la fusion du Chicago Mercantile Exchange (CME) et du Chicago Board of Trade (CBOT) en 2007. En 2008, le CME acquiert le New York Mercantile Exchange. En 2010, le CME acquiert 90 % Dow Jones Indexes, qui est fusionné dans un nouvel ensemble S&P Dow Jones Indices, dont le CME détient 24,4 %. En 2012, le CME acquiert le Kansas City Board of Trade pour 126 millions de dollars.
En mars 2018, CME Group annonce l'acquisition de NEX Group, entreprise britannique de courtage, pour 5,5 milliards de dollars.

## Actionnaires
Liste des principaux actionnaires au 17 novembre 2019:
| Capital Research & Management Co. (World Investors)     | 9,82% |
| The Vanguard Group                                      | 7,68% |
| SSgA Funds Management                                   | 4,62% |
| Capital Research & Management (Global Investors)        | 3,86% |
| Capital Research & Management (International Investors) | 3,76% |
| BlackRock Fund Advisors                                 | 2,47% |
| Edgewood Management                                     | 2,10% |
| Fidelity Management & Research                          | 2,05% |
| Henderson Global Investors                              | 1,54% |
| Geode Capital Management                                | 1,47% |

## Activité
Les bourses comprises dans ce regroupement sont :
- Chicago Mercantile Exchange (CME)
- Chicago Board of Trade (CBOT)
- Chicago Board Options Exchange (CBOE)